# Henney Árpád
Szepesváraljai Henney Árpád József (Eperjes, 1895. szeptember 24. – Kitzbühel, 1980. május 21.) katona az első világháborúban, politikus, a Szálasi-kormány tárca nélküli minisztere. A nyilas emigráció vezetője volt haláláig.

## Életrajz
Római katolikus családban született. Szülei Hennel Emil százados és Stamm Ilka voltak. Felesége 1924-től Dragics Karolina Sarolta volt. 1936-ban Henneyre változtatta a nevét.
Húszévesen besorozták, és az első világháborúban harcolt. 1919-ben, a Magyarországi Tanácsköztársaság idején, különítményesként küzdött a Lenin-fiúk és a vörös diktatúra ellen.
A két világháború között katonaként szolgált tovább. 1939-től tüzérségi alezredes volt 1941. január 1-es nyugállományba helyezéséig. 
Belépett a Nyilaskeresztes Pártba, ahol ellenőrzésvezető-helyettes, majd munkarendvezető és a Pártvezető Tanács tagja lett. 1944 novemberében altábornaggyá nevezték ki. 1945-ben a Szálasi-kormány tárca nélküli miniszterének választotta meg a nyilasok uralta parlament. Március 28-ig töltötte be ezt a tisztséget mint „a nemzetvezető munkatörzsének országos munkarendvezetője és a személye körüli tárca nélküli minisztere”. Szálasi Ferenc utasítására Németországba utazott, és ott esett amerikai fogságba.
Kapcsolatait kihasználva Ausztria Franciaország által megszállt területén telepedett le, ahol megúszta a kiadatását. Emigrációban, külföldi hungarista mozgalmak szervezésében és irányításában játszott szerepet, 1951-ben az Út és Cél című hungarista újságot szerkesztette. 1956-ban, spanyol segítséggel hungarista csoportot hozott létre Ausztriában. 
Az 1956-os forradalom idején Magyarországra, Kőszegre utazott, hogy segítse a forradalmat, azonban a forradalom leverése után újra emigrációba vonult. 1980. május 21-én az ausztriai Kitzbühelben halt meg.

## Művei
- Hungarista emlékirat; Hungarista Mozgalom, s.l., 1952
- Mi a hungarizmus?; szerzői, Lauterbach, 1957
- Mi a hungarizmus?; összeáll. Henney Árpád; Magyar Rezervátum, s.l., 1997